# Campeonato Carioca de Basquete Masculino de 2020
O Campeonato Carioca de Basquete de 2020 é a competição de basquete organizada pela Federação de Basquetebol do Estado do Rio de Janeiro (FBERJ).
Nessa edição, dos ditos "grandes do rio" somente o  Flamengo participa pois o Vasco decidiu por suspender sua equipe de basquete por razões financeiras em 2019 e em 2020 devido a Pandemia de Covid-19. A equipe do Botafogo decidiu encerrar suas participações em 2020, devido a crise financeira do clube.
O campeonato conta com a   participação da equipe do Niterói Basquete Clube, Tijuca Tênis Clube, Club Municipal e o estreante Atitude.
Todas as partidas serão realizadas no Maracanãzinho.

As transmissões das partidas são feitas pela FlaTV (para jogos do FlaBasquete) e FBERJ Play (as demais equipes), no YouTube.

## Fase de Classificação

### Classificação
| Pos | Times     | Pts | J | V | D | PF  | PS  | SP   | CD | DSA |
| --- | --------- | --- | - | - | - | --- | --- | ---- | -- | --- |
| 1   | Flamengo  | 8   | 4 | 4 | 0 | 444 | 176 | +268 |    |     |
| 2   | Niterói   | 7   | 4 | 3 | 1 | 258 | 172 | -10  |    |     |
| 3   | Tijuca    | 6   | 4 | 2 | 2 | 277 | 272 | +5   |    |     |
| 4   | Municipal | 5   | 4 | 1 | 3 | 238 | 312 | -74  |    |     |
| 5   | Atitude   | 4   | 4 | 0 | 4 | 181 | 370 | -189 |    |     |

|  | Semifinal | Semifinal |    |  | Final    | Final |  |
|  |           |           |    |  |          |       |  |
|  |           |           |    |  |          |       |  |
|  | Flamengo  | 92        |    |  |          |       |  |
|  | Municipal | 51        |    |  |          |       |  |
|  |           |           |    |  |          |       |  |
|  |           |           |    |  |          |       |  |
|  |           |           |    |  | Flamengo | 104   |  |
|  |           | Tijuca    | 40 |  |          |       |  |
|  |           |           |    |  |          |       |  |
|  |           |           |    |  |          |       |  |
|  |           |           |    |  |          |       |  |
|  |           |           |    |  |          |       |  |
|  | Niterói   | 72        |    |  |          |       |  |
|  | Tijuca    | 77        |    |  |          |       |  |

## Premiação
| Campeonato Carioca de Basquete de 2020 |
| -------------------------------------- |
| Flamengo Campeão (46º título Carioca)  |